# Гранд-Медоу (город, Миннесота)
Гранд-Медоу (англ. Grand Meadow) — город в округе Моуэр, штат Миннесота, США. На площади 1,7 км² (1,7 км² — суша, водоёмов нет), согласно переписи 2002 года, проживают 945 человек. Плотность населения составляет 567,9 чел./км².
- Телефонный код города — 507
- Почтовый индекс — 55936
- FIPS-код города — 27-25010[1]
- GNIS-идентификатор — 0644326[2]